# Lo mejor de tu vida (álbum de Tamara)
Lo mejor de tu vida es el quinto álbum de estudio de la cantante Tamara. Con este álbum, la artista homenajea al afamado cantautor Julio Iglesias

## Sinopsis
El material discográfico contiene 13 temas, producidos por Max Pierre

## Canciones del disco
| N.º | Título                     | Escritor(es)                                                                                 | Duración |  |
| 1.  | «La carretera»             | Roberto Livi, Rafael García Ferro                                                            | 4:38     |  |
| 2.  | «Hey»                      | Julio Iglesias, Ramón Arcusa, Mario Balducci, Giovanni Belfiore                              | 4:54     |  |
| 3.  | «Vuela alto»               | Manuel Alejandro                                                                             | 3:04     |  |
| 4.  | «Cómo han pasado los años» | Roberto Livi, Rafael García Ferro                                                            | 3:27     |  |
| 5.  | «La nave del olvido»       | Francisco Dino López Ramos                                                                   | 4:13     |  |
| 6.  | «Lo mejor de tu vida»      | Manuel Alejandro                                                                             | 3:38     |  |
| 7.  | «No me vuelvo a enamorar»  | Julio Iglesias, Ramón Arcusa, Fernan Martínez Mahecha                                        | 3:22     |  |
| 8.  | «Que no se rompa la noche» | Manuel Alejandro                                                                             | 4:24     |  |
| 9.  | «La vida sigue igual»      | Julio Iglesias                                                                               | 4:01     |  |
| 10. | «Pregúntale»               | Julio Iglesias, Ramón Arcusa, Manuel De La Calva                                             | 3:55     |  |
| 11. | «Por el amor de una mujer» | Jesús González López, Daniel Candon De La Campa                                              | 3:31     |  |
| 12. | «Voy a perder la cabeza»   | Manuel Alejandro                                                                             | 4:23     |  |
| 13. | «Me olvidé de vivir»       | Abel Jules Jacques Revand, Pierre Jean Maurice Billon Julio Iglesias (adaptación en español) | 5:04     |  |

## Créditos y personal
- Productor: Max Pierre
- Arreglista, teclado: Lincoln Olivetti, Víctor Pozas, Julio Teixeira
- Bajo: Marcelo Mariano, Maguinho
- Batería: Cesinha, Maguinho
- Percusión: Ramiro Musotto
- Guitarra eléctrica: Torcuato Mariano
- Armónica: Gabriel Rossi
- Guitarra acústica: Vinicius Rosa, Tuco
- Dobro: Pedro Braga
- Coro: Flavia Santana
- Saxofón: Zé Carlos, Marcelo Martins, Milton Guedes
- Trompeta: Jesse Sadoc
- Trombón: Serginho Trombone

## Certificaciones
| Año  | Posiciones | Certificaciones (PROMUSICAE) | Ventas (en España) |
| Año  | España     | Certificaciones (PROMUSICAE) | Ventas (en España) |
| ---- | ---------- | ---------------------------- | ------------------ |
| 2005 | 8          | España: Platino              | 100,000            |